# Swansea
Swansea (velšsky: Abertawe, „ústí Tawe“) je město a hrabství na pobřeží jižního Walesu na východě poloostrova Gower. Je druhým největším městem knížectví a do současné velikosti vyrostlo především v osmnáctém a devatenáctém století, během nichž se stalo centrem těžkého průmyslu. Stejný stupeň imigrace jako Cardiff a východní údolí jižního Walesu nicméně nezažilo.
Jméno Swansea pochází ze staronorského pojmenování „Sweyn's Ey'“ (ey bylo slovo vyjadřující ostrov) jež vzniklo v dobách vikinského plenění jihovelšského pobřeží. Proto se i dnes vyslovuje Swan's-y [ˡswɒnzi], nikoliv Swan-sea.
Na severu hraničí s hrabstvím Carmarthenshire, na východě s hrabstvím Neath Port Talbot. Podle britského meteorologického úřadu je nejvlhčím městem ve Velké Británii.

## Historie

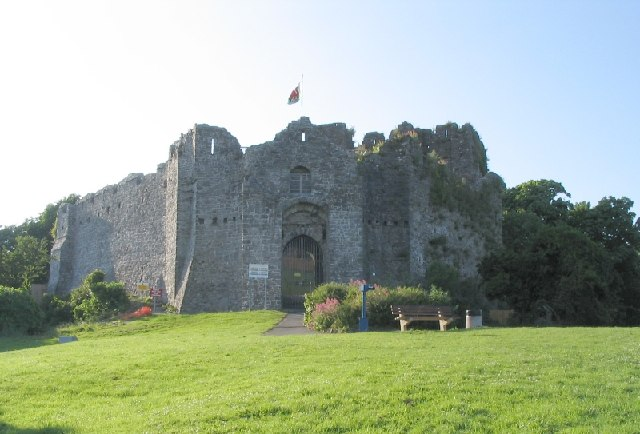
Oystermouthský hrad

Na poloostrově Gower bylo nalezeno mnoho zbytků z doby kamenné, doby bronzové i doby železné. V samotném městě jsou však archeologické nálezy poměrně vzácné. Oblast kontrolovali jak Římané, tak později Vikingové podle jejichž pojmenování se město nazývá dodnes.
Od roku 1550 se díky vývozu uhlí a vápence stává významným přístavem. Kvůli obchodnímu spojení s jihozápadní Anglií, přístavu a zásobám uhlí se v období průmyslové revoluce od roku 1720 stává též centrem zpracování mědi.
Otevírány jsou i další uhelné doly a slévárny a během osmnáctého století pak i provozy zpracovávající arzen, zinek a cín k výrobě cínovaného plechu a keramiky. Město rychle roste a v polovině devatenáctého století je největším vývozcem uhlí na světě. Během dvacátého století však průmysl upadá a mizí.
Ze středověkého historického centra dnes již zbývají pouze zbytky, protože důležitost města jako průmyslového centra zapříčinila ničivé nálety během druhé světové války, jimiž bylo centrum téměř úplně srovnáno se zemí.
27. června 1906 postihlo oblast zemětřesení o síle 5,2 stupně Richterovy škály. Šlo o největší zemětřesení, jež bylo ve Velké Británii ve dvacátém století zaznamenáno. Ačkoliv jsou větší strukturální škody způsobené podobnými zemětřeseními ve Spojeném království jen velmi vzácné, toto zemětřesení poškodilo mnoho budov města.

## Ekonomika
Swansea bylo od začátku 18. století centrem těžby uhlí a zpracování kovů, především mědi. Svého vrcholu tento průmysl dosáhl v osmdesátých letech devatenáctého století, kdy bylo v oblasti zpracováváno 60% veškeré měděné rudy dovezené do Velké Británie. Od druhé světové války však byl tento průmysl v úpadku a Swansea se změnilo spíše na město s převažujícím sektorem služeb.
Dnešními nejdůležitějšími oblastmi ekonomiky jsou státní správa, vzdělání, zdravotnictví a ubytovací a finanční služby.

## Známé osobnosti narozené ve Swansea
- Dylan Thomas – básník
- Catherine Zeta-Jones – herečka (25. září 1969)
- Edward Kenway – postava z herní série Assassin's Creed

## Partnerská města
- Bydgoszcz, Polsko
- Cork, Irsko
- Mannheim, Německo
- Pau, Francie
- Sinop, Turecko